# François-Pascal Delattre
François-Pascal, baron Delattre (9 avril 1749, Abbeville - 14 août 1834, Abbeville), est un homme politique français député du tiers-état de la sénéchaussée de Ponthieu aux états généraux, puis député du département de la Somme au Conseil des Cinq-Cents et au Corps législatif.

## Biographie
Il est négociant à Abbeville comme son père. Il est franc-maçon, « membre en 1775, et encore en 1788, de la loge maçonnique de la Parfaite Harmonie». 
Le 28 mars 1789, il est élu député aux états généraux par le tiers-état de la sénéchaussée de Ponthieu. À l'Assemblée Constituante, il élève la voix pour demander que le commerce de l'Inde soit entièrement libre et pour flétrir la conduite des administrateurs de la compagnie, qui ont déshonoré le pavillon qui leur est confié en devenant les agents du cabinet britannique. Le 9 février 1791, Delattre fait décréter que des vaisseaux iront à la recherche du célèbre navigateur Lapérouse. Il est chargé de l'Inventaire des diamans de la couronne, perles, pierreries, tableaux, pierres gravées, et autres monumens des arts et des sciences existans au garde-meuble en 1791, avec Jean-Marie Bion et Charles-Gabriel-Frédéric Christin.
Après la session, Delattre retourne à Abbeville, et y reprend son négoce. En 1795, au moment de la naissance de ses fils,  il est président du tribunal de commerce. 
Le 26 germinal an VII, il est élu député de la Somme au Conseil des Cinq-Cents pour trois ans. S'étant montré favorable au 18 brumaire, il est député de la Somme au Corps législatif de 1801 à 1805 (il est désigné le 4 nivôse an VIII par le Sénat conservateur), puis de 1811 à 1814 (mandat renouvelé le 4 mai 1811). Il préside cette Assemblée du 21 février 1803 au 7 mars 1803.
Il est sous-préfet à Diekirch en 1801-1802, préfet de Vaucluse de 1807 à 1810 (nommé le 13 thermidor an XIII).
Le gouvernement consulaire, puis impérial, fait Delattre chevalier de la Légion d'honneur le 4 frimaire an XII, commandeur du même ordre le 25 prairial, et, le 3 août 1810, chevalier de l'Empire.
Delattre adhère d'abord à la déchéance de Napoléon, en 1814. Il accepte cependant, le 11 mai 1815, son élection comme représentant de l'arrondissement d'Abbeville à la Chambre des Cent-Jours ; mais, à la nouvelle chute du gouvernement impérial, il se retire dans son pays natal, où il se tient, jusqu'à sa mort, éloigné des affaires publiques.
Louis XVIII lui donna, le 9 mars 1816, le titre de baron.

## Famille
Il est le fils de Philippe Pascal Delattre, marchand à Abbeville, échevin de la ville (1749), et de Marguerite Elisabeth Aliamet. 
Il est le frère aîné de Louis Charles Pascal Delattre Dumontville, négociant (1795), chevalier de la Légion d'honneur en 1803.
Il épouse Marie Madeleine Claire Aimée Homassel. De leur union, naissent en 1795 des jumeaux: Victor Pascal Delattre et Jules Pascal Delattre qui sont faits chevaliers de la Légion d'honneur respectivement en 1833 et 1834.